# پل ایستاسیون
پل ایستاسیون (ترکی: İstasyon Köprüsü، به معنای ه " پل ایستگاه") یک پل تاریخی در آماسیه، ترکیه است. در گذشته به آن پل میدان نیز می‌گفتند.
طبق صفحه شهرداری آماسیا، این پل توسط سادگلدی، فرماندار آماسیا در طی سال‌های ۱۳۶۰ تا ۱۳۸۲ احداث شده‌است. در دوران امپراتوری عثمانی این پل در سیل ۱۸۲۴ و در زلزله ۱۸۲۵ تا حدی آسیب دید. در سال ۱۸۲۸ توسط هاجی یوسف، ایان آماسیا (فرماندار) تعمیر شد. در جمهوری ترکیه، در سال ۱۹۴۰ بازسازی مجدد شد. این پل چهار طاقی است. به گفته فوگن اولتر، این پل اگرچه در قرن ۱۴ ساخته شده‌است، اما با پل‌های دیگر ساخته شده در دوران پس از سلجوقی کاملاً متفاوت است.